# Robin Hunzinger
Pour les articles homonymes, voir Hunzinger.
Robin Hunzinger est un documentariste français, né le 27 avril 1969 à Colmar.

## Biographie
Robin Hunzinger est le fils de l'artiste et écrivain Claudie Hunzinger. Après des études d'histoire et d'histoire de l’art à Strasbourg, il commence des études de cinéma à Jussieu avec Jean Douchet, Jean Rouch et Bernard Cuau. Au moment du début de la guerre en Bosnie, celui-ci l’encourage à partir à Sarajevo, ce qu’il fait en février 1993.
C’est en 1996, toujours à Sarajevo, qu’il rencontre le producteur Bruno Florentin avec qui il écrit un film sur la ville de Goražde, Psychogéographie d’une frontière soutenu par l’UNESCO et le Documenty Fund de Soros Institut de New York. Il aborde certaines thématiques qu’on retrouve dans tous ses films suivants : la guerre, la frontière, la mémoire, la nature, l’homme face à l’impensable.
Parmi ses principaux films figurent Closing your eyes, Où sont nos amoureuses, L'Insaisissable Albert Kahn qui ont été présentés dans de nombreux festivals : Cinéma du réel (Paris), États généraux du film documentaire (Lussas), festival international du film de Rotterdam, festival de Beyrouth, FIGRA… 
Il a été vice-président de la Guilde des auteurs réalisateurs de reportages et documentaires, la GARRD, à partir de septembre 2019. Il est directeur de publication de La Revue des ressources, espace d’échange entre le monde de l’écrit et de l’image. Il a aussi été l'auteur de documentaires radiophoniques pour l'Atelier de création radiophonique de France Culture et Arte Radio.

## Filmographie
- 1998 : Gorazde, psychogéographie d'une frontière
- 1999 : Traces de guerre
- 1999 : Les Pionniers du Paysage
- 2001 : Voyage dans l'entre-deux
- 2002 : 1942 : Enquête de mémoire
- 2003 : Éloge de la cabane
- 2004 : Natzwiller-Struthof  : Un souvenir français
- 2006 : Closing Your Eyes
- 2007 : Où sont nos amoureuses Film construit à partir de documents et d’archives, des années 1930 et 1940 (vie d'Emma Pitoizet et de Thérèse Pierre).
- 2008 : La Bête des Vosges : Autopsie d'une rumeur
- 2010 : Notre camarade Tito
- 2011 : Sarajevo : notre résistance
- 2012 : L'Insaisissable Albert Kahn
- 2015 : Vers la forêt de nuages
- 2016 : Inventaire avant disparition
- 2018 : L'homme qui voulait savoir
- 2019 : Le Recours aux forêts Il existe une version courte (52 min), Le Choix d’Erik , diffusée sur des chaînes de télévision de l'Est de la France[10].
- 2021 : La distanciation filmé coréalisé avec Martin Benoist, Brigitte Chevet et Elisabeth Jonniaux.
- 2021 : Ultraviolette et le Gang des cracheuses de sang avec un scénario co-écrit avec Claudie Hunzinger
- 2025 : Tombeau de Glace (en) « Lightdox acquires Robin Hunzinger’s Arctic exploration documentary ‘Ice Grave’ for world sales ».

## Distinctions
- Festival Écrans mixtes 2022 : Grand Prix et Prix du public[11] pour Ultraviolette et le Gang des cracheuses de sang
- Beeld en Geluid IDFA ReFrame Award for Best Creative Use of Archive 2021 au Festival international du film documentaire d'Amsterdam (IDFA)[12] pour Ultraviolette et le Gang des cracheuses de sang
- Prix du film d'éducation 2019 au festival international du film d'éducation d'Evreux[13]
- Étoile de la SCAM en 2018 pour Inventaire avant disparition.
- Prix spécial du jury au festival international du film panafricain de Cannes en 2016[14]
- Prix international  El-Hossieny Abou-Deif pour le meilleur film de liberté au festival international du film africain de Louxor[15] (Égypte) pour Vers la forêt de nuages
- Prix V Ahmed Attia 2011 pour le dialogue des cultures donné par l'APIMED pour Notre camarade Tito
- Étoile de la SCAM en 2008 pour Où sont nos amoureuses.
- Grand prix au festival de Clermont-Ferrand en 2007 pour Où sont nos amoureuses
- Étoile de la SCAM en 2007 pour Closing your Eyes
- Prix spécial du jury, Circom 2002, Kosice, Slovaquie, 2002 pour Voyage dans l'entre-deux